# El Boixader (Sora)
El Boixader és una masia de Sora (Osona) inclosa a l'Inventari del Patrimoni Arquitectònic de Catalunya.

## Descripció
El cos principal és de forma allargada amb teulada a dues vessants i desaigua a la façana principal i orientació vers el sud-oest.
L'entrada és un portal de forma rectangular amb pedra treballada i a la llinda hi ha la data de 1803.
A la banda esquerra de la casa hi ha una era. Tan a la façana principal com a la de l'esquerra hi ha finestres amb pedra treballada.
A la part dreta i posterior hi ha un seguit d'edificacions auxiliars adossades al cos central i també hi ha una cabana.

## Història
Masia situada sota l'antic Castell de Rocafiguera per la seva banda de migjorn i obrint-se a la Vall de Sora.
Aquest mas ja és citat l'any 1338 com el mas "Boxader". Segons un capbreu del 21 de febrer de 1621 s'uní al mas Estrada. Posteriorment es convertirà amb una masoveria de Rocafiguera.
Degut a la seva proximitat, el seu topònim sovint s'uneix a l'antic Castell Duocastella i més tard Rocafiguera.